# Pałac Hańskich w Wierzchowni
Pałac Hańskich w Wierzchowni – zespół pałacowy z przełomu XVIII i XIX wieku, położony w Wierzchowni w rejonie różyńskim obwodu żytomierskiego na Ukrainie.

## Historia
W latach 1780—1790 Jan Hański na obszarze dzisiejszego zespołu pałacowego założył park. Później, w 1800 roku zbudowano pałac w stylu empire. Budowę zakończył syn Jana, Wacław. Wraz z pałacem zbudowano dwa skrzydła, połączone z nim przejściami podziemnymi. W jednym z nich była kuchnia, w drugim mieściła się stolarnia oraz mieszkanie zarządcy – brata Wacława, Karola Hańskiego. W pobliżu był także budynek lekarza rodzinnego, weterynarza, sadownika i agronoma. W roku 1810 nieopodal pałacu zbudowano kaplicę grobową Hańskich. Kiedyś była ona piętrowa, ale po Przewrocie Październikowym i wojnie domowej pozostał tylko parter.
Po poślubieniu w 1819 roku Eweliny Rzewuskiej Wacław Hański darował jej wieś Wierzchownię wraz z majątkiem. W 1847 do już owdowiałej Hańskiej przyjechał tutaj jej kochanek, a od roku 1850 mąż, Honoriusz Balzac, który pracował tu nad wieloma swoimi utworami. Późniejszym właścicielem Wierzchowni był brat Eweliny, gen. Adam Rzewuski. Jego majątek obejmował wsie na granicy obecnych trzech obwodów: żytomierskiego, winnickiego, kijowskiego: Bystrówka, Kryłówka, Musijówka, Wierzchownia w rejonie różyńskim; Borszczahówka, Kuryaniec, Kniaża, Skibińce w rejonie pohrebyszczeńskim; Czepiżeńce, Kapustyńce, Mormolijówka w rejonie wołodarskim. Bywał tam także brat Eweliny i Adama, pisarz Henryk Rzewuski. Zubożała córka Adama sprzedała swój spadek.

## Szkoła Rolnicza
W roku 1922 w dawniejszym pałacu Hańskich umiejscowiono szkołę rolniczą. Po roku stała się ona filią Kijowskiego Instytutu Rolniczego. Przyszli agronomowie oraz ich wykładowcy mieszkali w komnatach na piętrze, a na parterze były sale wykładowe. Obecnie znajduje się tam kolegium rolnicze. W czasie swojego istnienia wykształcono tutaj ponad tysiąc agronomów. W roku 1959 w 160 rocznicę urodzin Honoriusza Balzaca w pomieszczeniu technikum otwarto jego izbę pamięci, która była czynna do roku 1995. Trzydzieści lat potem pałac wyremontowano, a w roku 1995 rozszerzono obiekt do trzech pomieszczeń, które stały się Żytomierskim Obwodowym Muzeum Honoriusza Balzaka.